# The Spheriks
Giải bóng đá Spherik (tiếng Anh: The Spheriks) là một phim hoạt hình Anh, trình chiếu lần đầu năm 2001.

## Nội dung
Tại vòng loại giải bóng đá Spherik, hai đội bóng Atmos và Nulmos phải tiến hành các trận đấu để chọn ra một ứng viên dự chung kết: Đội Atmos (vàng) gồm Nik, Kaz, Rhea... dưới quyền của huấn luyện viên Ato, phía Nulmos (xanh) gồm Null, Void, Viro... dưới quyền huấn luyện viên Roth.

## Sản xuất

### Lồng tiếng
- Gary Martin... Ato
- Mel Giedroyc... Rhea
- Steve Pemberton
- Sue Perkins

### Hậu kỳ
- Giám đốc sản xuất: Chris Rais
- Đạo diễn: Pete Bishop, David Stoten
- Biên kịch: Andy Frain

## Hậu trường
- Bộ phim này là một đề án nhằm quảng cáo sự kiện FIFA World Cup 2002 của một hãng game tại Anh[3][4], được công chiếu rộng rãi trên toàn thế giới kể từ cuối năm 2001.
- Trước khi hai đội Atmos và Nulmos giao đấu, trọng tài viên thường bị tuột chun quần để lộ ra cái quần lót sặc sỡ. Nhân vật trọng tài được cho là ngầm chỉ huyền thoại sống Pierluigi Collina.